# Паннотия
Паннотия (Pannotia) — гипотетический суперконтинент, существовавший приблизительно с 600 по 540 миллионов лет тому назад. Впервые описан шотландским геологом Иэном Диелом (Ian W. D. Dalziel) в 1997 году.

## Формирование
Паннотия начала формироваться около 750 млн лет тому назад в результате разделения предыдущего суперконтинента Родинии на Прото-Лавразию и Прото-Гондвану.
При смещении Прото-Лавразии к Южному полюсу, частичном повороте Прото-Гондваны и внедрении между ними Конголезской платформы приблизительно 600 миллионов лет тому назад образовалась Паннотия. Так как большие материковые массы находились вокруг полюсов, предполагается, что масштабы материкового оледенения в эпоху Паннотии были максимальными за всю геологическую историю.
- Паннотия, 600 млн лет назад (в представлении художника).

## Строение, существование и распад
В период максимального сближения Паннотия напоминала по форме букву V, открытую на северо-восток, окружающую собой протоокеан Панталасса и окруженную Панафриканским протоокеаном.
Суперконтинент Паннотии образовался в результате касательного (тангенциального) контакта составивших его частей, продолжавших при этом своё движение, и был короткоживущим по геологическим меркам. К концу докембрия, всего через 60 миллионов лет после своего образования, Паннотия распалась на континент Гондвана и мини-континенты Балтики, Сибири и Лаврентии. Впоследствии эти материковые массы вновь воссоединились с образованием позднего суперконтинента Пангея.